# Федеральный закон «О полиции»
Федеральный закон от 7 февраля 2011 года № 3-ФЗ «О полиции» — федеральный закон Российской Федерации, вступивший в силу с 1 марта 2011 года и заменивший закон РСФСР от 18 апреля 1991 года № 1026-I «О милиции».

## Обсуждение проекта
Общественное обсуждение законопроекта было организовано в Интернете по инициативе президента РФ Д. А. Медведева. Проект был опубликован на сайте zakonoproekt2010.ru 7 августа 2010 года и собрал более 20 тысяч комментариев, некоторая часть из которых была учтена при работе над текстом будущего закона.
На более широкое обсуждение законопроекта, по мнению ряда критиков, был наложен негласный запрет.

### Дискуссия о переименовании
6 августа 2010 года Дмитрий Медведев предложил переименовать милицию в полицию. По мнению Медведева, полиция ассоциируется с профессиональными людьми, «которые работают эффективно, честно, слаженно».
Противники переименования считают, что предлагаемое название имеет негативную коннотацию, напоминая опыт времён Великой Отечественной войны. Так, член Совета Федерации Анатолий Лысков выразил опасение, что сотрудников полиции население будет называть «полицаями».
По данным опроса ФОМ 14—15 августа 2010 года, 52 % респондентов с безразличием отнеслись к идее переименовать милицию в полицию, 33 % — отрицательно и 11 % — положительно.
13 декабря 2010 года думская фракция КПРФ внесла в текст закона 284 поправки, которые направлены на отказ от переименования. Член фракции Андрей Андреев обобщил аргументы против переименования: ассоциации с «полицаями», финансовые затраты, отрицательное мнение избирателей, сомнение в исчезновении коррупции после переименования.

## Принятие
Законопроект был внесён на рассмотрение в Государственную думу 27 октября 2010 года. 10 декабря депутатами Государственной Думы в первом чтении закон был принят. 28 января 2011 года он был принят во II и III чтениях. Одобрен Советом Федерации 2 февраля 2011 года. 7 февраля 2011 года президент РФ Дмитрий Медведев подписал федеральный закон «О полиции».

## Содержание
Закон содержит 11 глав, в том числе две новые статьи, которые отсутствовали в законе «О милиции»: ст. 8 «Об открытости и публичности» и ст. 9 «Обеспечение общественного доверия и поддержки граждан».
В отличие от закона «О милиции», в законе «О полиции» нет положений о социальной защите сотрудников МВД России. По словам президента, должен появиться отдельный закон о социальной защите.

## Реализация
Закон предусматривает проведение внеочередной аттестации сотрудников внутренних дел, которая началась 1 марта 2011 года и должна была закончиться 1 мая 2011 года. Но Президент Российской Федерации Д. А. Медведев подписал указ о продлении сроков переаттестации, и теперь она должна быть завершена 1 августа 2011 года. Переаттестация сотрудников началась с руководителей центрального аппарата и территориальных органов МВД России, а затем её начал проходить и личный состав. Сотрудники, не прошедшие аттестацию или отказавшиеся от продолжения службы, были уволены из рядов МВД России.

## Поправки
В 2015 году в закон предложено внести поправки, расширяющие полномочия полиции. В частности, предложено разрешить полицейским открывать огонь в людных местах для освобождения заложников, предотвращения теракта, отражения атаки на важные объекты.
В 2020 году Правительство РФ внесло в Государственную думу поправки в Федеральный закон «О полиции», расширяющие полномочия полицейских. Законопроект, как подчеркивается в пояснительной записке, был разработан в целях уточнения полномочий полиции, а также усиления гарантий защиты прав и законных интересов граждан.